# 东秦岭隧道
东秦岭隧道位于宁西铁路砚川站和灞源站之间，全长12,268米，是本线路的最长的隧道。建成当时是中国第三长双线电气化铁路隧道。